# Nagoya Challenger 1979
Il Nagoya Challenger 1979 è stato un torneo di tennis facente parte della categoria ATP Challenger Series nell'ambito dell'ATP Challenger Series 1979. Il torneo si è giocato a Nagoya in Giappone dal 30 aprile al 5 maggio 1979 su campi in cemento.

## Vincitori

### Singolare
Rod Frawley ha battuto in finale  Marcelo Lara con il punteggio di 2–6, 6–4, 6–3

### Doppio
Joel Bailey /  Rod Frawley hanno battuto in finale  Marcelo Lara /  Chris Kachel con il punteggio di 7–6, 7–5